# 히든 페이스 (2024년 영화)
《히든 페이스》는 2024년 11월 20일에 개봉 한 대한민국의 에로틱 스릴러 영화이다. 

## 제작진

### 제작
- 서동욱

- 최평호

### 제작사
- ㈜스튜디오앤뉴

### 제공
- 쏠레어파트너스(유)

- ㈜스튜디오앤뉴

### 배급
㈜N.E.W

### 감독
- 김대우 : ( 영화 《사랑하고 싶은 여자&결혼하고 싶은 여자》(각본), 영화 《결혼 이야기 2》(각본), 영화 《해적》(각본), 영화 《깡패 수업》(각색), 영화 《용병 이반》(각본), 영화 《정사》(각본), 영화 《송어》(각본), 영화 《반칙왕》(각본), 영화 《로드 무비》(각본), 영화 《스캔들: 조선남녀상열지사》(각본), 영화 《음란서생》(각본&감독), 영화 《방자전》(각본&감독), 영화 《우유시대》(각본&감독), 영화 《인간중독》(각본&감독) 등 연출 및 집필 )

### 각본
- 노덕 : 영화 《영맨 고영만》(미술), 영화 《지구를 지켜라!》(스크립터), 영화 《마스크 속, 은밀한 자부심》(각본&감독), 영화 《연애의 온도》(각본&감독), 영화 《특종: 량첸살인기》(각본&감독), 연극 《클로저》(연출), MBC 단막극 《시네마틱드라마 SF8 - 만신》(연출&공동집필), NETFiLX 오리지널 드라마 《글리치》(연출), 영화 《더 킬러스》 등 연출 및 각본

- 홍은미 : 영화 《미씽: 사라진 여자》(각본), 영화 《그대 이름은 장미》(각본), 영화 《댓글부대》(각색) 등 각본

### 각색
- 김대우

- 김봉주

## 출연

### 주연
- 송승헌 : 성진 역

- 조여정 : 신수연 역

- 박지현 : 김미주 역

### 조연
- 박지영 : 혜연 역

- 박성근 : 사무장 역

- 차미경 : 성진 모 역

### 단역
- 변중희 : 박 선생 역
- 박영준 : 부악장 역
- 이혜령 ; 휴게실 단원 1 역
- 유예린 : 휴게실 단원 2 역
- 주예린 : 수연 친구 1 역
- 이소영 : 수연 친구 2 역
- 고나영 : 수연 친구 3 역
- 손은호 : 수연 친구 4 역
- 윤세웅 : 배관공 역
- 성순호 : 형사 1 역
- 심우성 : 형사 2 역
- 오누리 : 오케스트라 직원 역
- 이문빈 : 일식 셰프 역
- 손주환 : 기사 아저씨 역
- 한예원 : 학원 연습생 역
- 신재영 : 갈빗집 주인 할머니 역
- 김유나 : 은비 역
- 이혜연 : 김밥집 아줌마 1 역
- 남명지 : 김밥집 아줌마 2 역
- 이종훈 : 사중창 남자 1 역
- 조현규 : 사중창 남자 2 역
- 송나라 : 사중창 남자 3 역
- 하동훈 : 사중창 남자 4 역

## 참고 사항
- 송승헌과 조여정은 〈인간중독〉 이후 10년만에 재회한다.
- 김대우 감독의 페르소나로 꼽히는 조여정은 김대우 작품에 〈방자전〉, 〈인간중독〉 이후 3번째 출연이다.
- 김대우 감독과 박지현은 한국외국어대학교 서양어대학 동문이다. 단과대까지 같은 독특한 케이스.
- 송승헌은 히든페이스에서의 노출신을 위해 다이어트를 했다고 말하며 배고픔과의 싸움이 있었다고 밝혔다.[1]
- 송승헌은 이번 작품을 위해 지휘와 피아노 연습을 하고 2~3주 동안 견과류만 먹으며 몸을 만들었다.[2]